# 王期昇
王期昇（？年—？年），常州府宜兴县籍，武进县人。明朝政治人物。

## 生平
崇祯三年（1630年）庚午科應天府乡试舉人，四年（1631年）联捷辛未科进士。大理寺观政，六年授南京工部屯田司主事，榷芜湖钞关。八年升南礼部郎中，九年升绍兴府知府，十二年升江西按察司副使，十三年考察降职，补任长沙府知府，十四年调襄阳府。
明亡后起兵抗清，奉通城王朱盛澄立寨太湖之西山，攻克长兴县，后与丹阳人卢象观、葛麟合兵，由于王期升性贪剽掠，百姓苦之，遂引来清军焚毁其舟，期升遁逃至福建，隆武帝加其总督衔，但被大学士路振飞、曾樱封还内詔。